# 谢尔顿·阿克斯勒

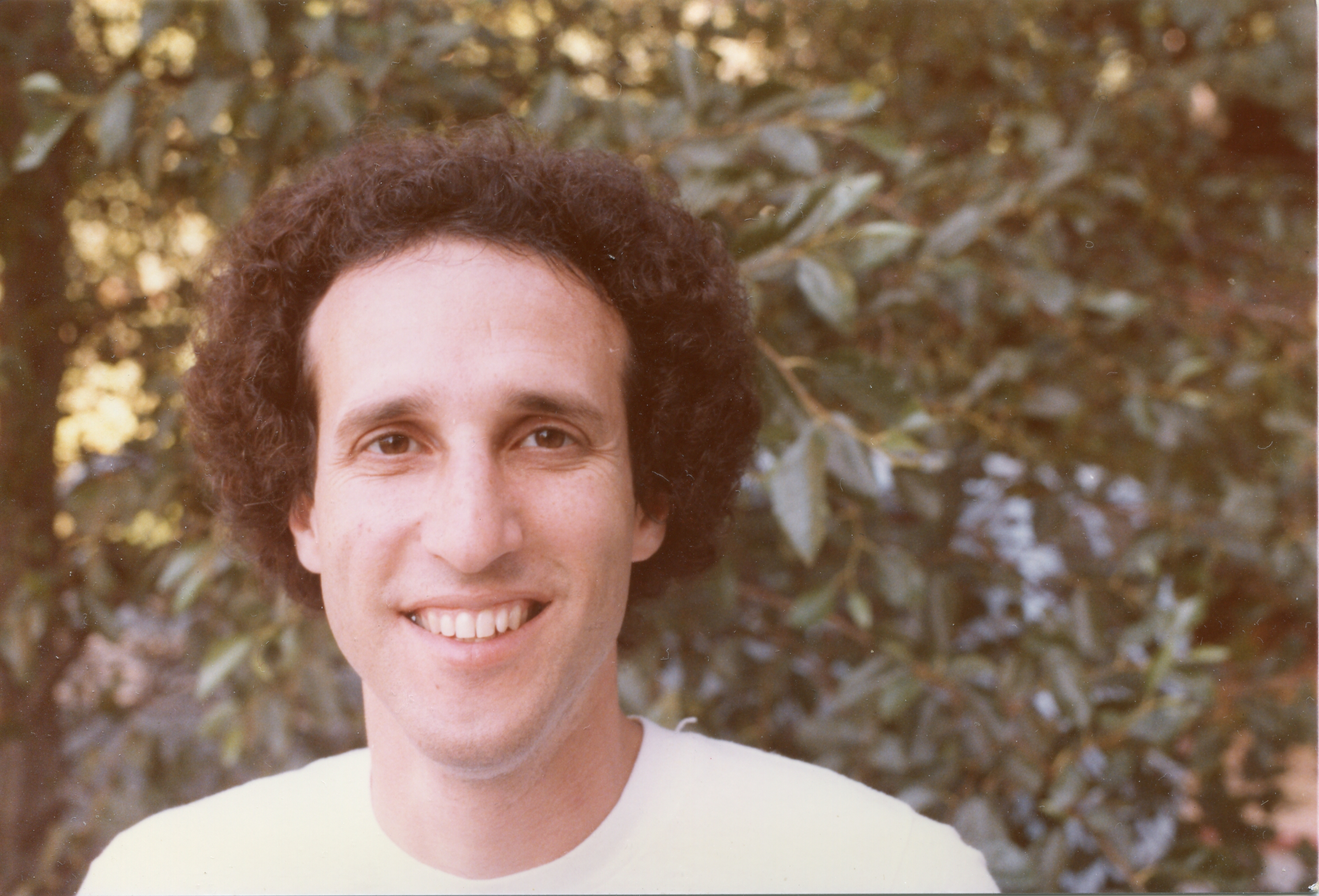
谢尔顿·阿克斯勒

谢尔顿·杰·阿克斯勒(英語：Sheldon Jay Axler，1949年11月6日—)是一名美国数学家和数学教育家，主要研究方向为泛函分析与复变函数论之间的联系。他现任旧金山州立大学科学与工程学院主任，著有知名教材《线性代数应该这样学》(Linear Algebra Done Right)。
阿克斯勒生于美国费城。1967年，他就读于佛罗里达州迈阿密的帕尔梅托高中(Palmetto High School)。1971年，他以最高殊荣获得了普林斯顿大学的数学学士学位。1975年，他在当纳德·萨拉森(Donald Sarason)指导下获得了加州大学柏克莱分校数学博士学位，论文题为《L∞的子代数》("Subalgebras of L∞")。他的博士后工作是在麻省理工学院担任门罗导师。
他在密歇根州立大学执教多年，并评上了终身教授。1991年，密歇根州立大学授予他“杰出教员奖”(Distinguished Faculty Award)。1997年，阿克斯勒前往旧金山州立大学工作，并于2002年担任该校数学系主任(Chair of the Mathematics Department)。他也是《美国数学月刊》的助理编辑和《数学通讯者》的主编。2012年，他入选美国数学学会会员。1996年，美国数学协会为表彰他写的小作品《Down with Determinants!》授予他莱斯特·佛特奖金。
阿克斯勒原于1995年所著的《线性代数正确搞法/线性代数应该这样学》(Linear Algebra Done Right)现已成为一本享誉世界的名著，被全球超过120所大学当作课本使用。书中抛弃了以行列式为主的传统讲法，而是直接紧扣线性代数中最核心的算子理论。而且该书风格现代，讲解注重语言通俗与形象化，内容与线性泛函分析的理论直接接轨。后来布朗大学教授赛日·特瑞尔(Sergei Treil)也针锋相对地写了一本《线性代数错误搞法》(Linear Algebra Done Wrong)，并免费提供下载。特瑞尔写的是以行列式知识为主的传统风格线性代数教材。但他在前言中称自己的书也有独到之处。比如他认为“基底”比“线性相关”的概念更为重要，于是比一般教材更早地引入了基与线性变换的概念。

## 个人生活
阿克斯勒经常会骑单车前往学校。他的夫人名叫卡瑞(Carrie)。他家里养了2只孟加拉猫。

## 著作
- 《线性代数正确搞法/线性代数应该这样学》(Linear Algebra Done Right), third edition, Undergraduate Texts in Mathematics, Springer, 2015 (twelfth printing, 2009).
- 《全纯空间》(Holomorphic Spaces), with John E. McCarthy, and Donald Sarason, Cambridge University Press, 1998.
- 《调和函数论》(Harmonic Function Theory（页面存档备份，存于）), second edition, with Paul Bourdon and Wade Ramey, Graduate Texts in Mathematics, Springer, 2001.
- Harmonic Function Theory software, 一个用于操作调和函数的Mathematica软件包, version 7.00, released 1 January 2009 (previous versions released in 1992, 1993, 1994, 1996, 1999, 2000, 2001, 2002, 2003, and 2008).
- 《微积分预课：一部微积分的序曲》(Precalculus: A Prelude to Calculus), Wiley, 2009 (third printing, 2010).
- 《希尔伯特空间算子速览》(A Glimpse at Hilbert Space Operators（页面存档备份，存于）), with Peter Rosenthal and Donald Sarason, Birkhäuser（英语：Birkhäuser）, 2010.
- 《大学代数》(College Algebra), John Wiley & Sons 2011.
- 《代数与三角学》(Algebra & Trigonometry), John Wiley & Sons, January 2011.